# Гамелост
Гамелост (Gamalost/gammelost — «старий сир») — сир, що традиційно виготовляється в Норвегії, шляхом термокислотного згортання зі знежиреного молока з використанням для дозрівання  цвілі на поверхні. 
Гамелост відомий вже досить давно (1774 р.), однак його промислове виробництво розпочалося тільки в 1897 році. 
Щорічне виробництво сиру становить близько 150-200 тон.

## Виробництво
Виробництво гамелосту доволі трудомістке і включає багато етапів.
Теплова обробка — високотемпературна короткочасна пастеризація при 70-72°C протягом 15 с.
Закваска — вносять 0,5% закваски при 19°C, витримують 18-24 год до рівня кислотності в 44 градуси Сокслета-Хенкеля (0,9% кислоти).
Друге нагрівання — видаляють частину сироватки, нагрівають і повертають в сирну масу. Повільно нагрівають до 60-63°C протягом 2 год, щоб сирна маса обсохла і ущільнилась.
Пресування — сирну масу викладають в тканинні мішки для пресування в перфорованих формах з нержавіючої сталі. Згусток пресують для видалення надлишкової сироватки.
Дроблення — спресовану сирну масу подрібнюють в спеціальній формі, викладену серпянкою.
Кип'ятіння сирної маси — сир у формі кип'ятять в сироватці при 92-93°C протягом 2-3 год. Потім залишають для охолодження і сушать на відкритих полицях.
Інокуляція — обсушений твердий сир виймають з форми і обприскують його поверхню суспензією спор цвілі М. racemosus.
Дозрівання — для росту цвілі сир поміщають у сховище при 12-13°C на 5 діб. Далі температуру знижують до 8-10°C і зберігають сир протягом 4 тижнів. 